# Valeri Urin
Valeri Grigorievich Urin (en ruso: Валерий Григорьевич Урин;  Ekaterimburgo, Unión Soviética, 10 de agosto de 1934-23 de enero de 2023) fue un futbolista y entrenador de fútbol ruso que jugaba en la posición de delantero.

## Carrera

### Clubes
Las actuaciones comenzaron en los equipos de la ciudad de Kirov: "Pishchevik" (1949-1953) y "Dynamo" (1953-1955). 6 temporadas, en 1955-1961, jugó en la clase "A" para el " Dinamo " de Moscú. Luego estuvo en Minsk " Bielorrusia " (1962), Riga " Daugava " (1963), Zaporozhye " Metalurg " (1964). Actuaciones en equipos de maestros terminaron en 1965-1968 en el " Químico " de Salavat.

### En la Selección Nacional
En 1958-1959, jugó dos partidos para el equipo olímpico de la URSS en los que marcó un gol y dos partidos para el equipo principal. Debutó el 30 de agosto de 1958 contra la Selección de Checoslovaquia.

### Entrenador
Entrenó a un equipo del ejército en la RDA (República Democrática Alemana). Trabajó como jefe de los equipos " Dinamo " de Makhachkala y " Avtomobilist " de Krasnoyarsk. Fue el entrenador de Oleg Romantsev y Alexander Tarkhanov. Posteriormente, trabajó como entrenador senior en la escuela deportiva Labor Reserves en Moscú.

## Carrera

### Club
| Periodo   | Club                   |
| --------- | ---------------------- |
| 1949–1953 | FC Pishchevik Kirov    |
| 1953–1955 | FC Dynamo Kirov        |
| 1955–1961 | FC Dynamo Moscow       |
| 1962      | Belarus Minsk          |
| 1963      | FC Daugava Rīga        |
| 1964      | FC Metalurh Zaporizhya |
| 1965–1968 | FC Neftekhimik Salavat |

### Entrenador
| Periodo   | Club                        |
| --------- | --------------------------- |
| 1969      | FC Torpedo Podolsk          |
| 1970      | FC Dynamo Makhachkala       |
| 1971–1973 | FC Avtomobilist Krasnoyarsk |

## Logros
- Primera Liga Soviética: 2

1957, 1959